# 262 ق م
262 ق م أو 262 قبل الميلاد هي سنة من العقد 26 ق م في التقويم اليولياني البروليبتي (التقويم الميلادي). تسبقها سنة 263 ق م وتليها سنة 261 ق م.

## أحداث
- الملك السلوقي أنطيوخس الأول يعدم ابنه البكر بتهمة التمرد.[5]
- موت أنطيوخس الأول ويخلفه ابنه أنطيوخس الثاني.

## مواليد
- أبلونيوس البرغاوي فلكي ومهندس وعالم رياضيات يوناني.

## وفيات
- أنطيوخوس الأول ثاني ملوك الدولة السلوقية.
- أكروتاتوس الثاني، ملك إسبرطة.[6]
- فليمون شاعر يوناني.[7]
- زينون الرواقي فيلسوف فينيقي.

## كتب
- Yves Denis Papin (1998). Chronologie de l'histoire ancienne. Lieu de publication non identifié: Éditions Jean-paul Gisserot. ISBN:2-87747-346-5. OCLC:40746926. مؤرشف من الأصل في 2022-03-16.
- أحمد محمد عوف (2000)، موسوعة حضارة العالم، QID:Q12246226

## وصلات خارجية
- صفحة السنة على موقع onthisday.com
- سنة 262 ق م على موقع المكتبة الوطنية الفرنسية